# Chiasmia separata
Chiasmia separata là một loài bướm đêm trong họ Geometridae.